# Fosfonato deidrogenasi
La fosfonato deidrogenasi è un enzima appartenente alla classe delle ossidoreduttasi, che catalizza la seguente reazione:
fosfonato + NAD+ + H2O ⇄ fosfato + NADH + H+
NADP+ è un mediocre sostituto del NAD+ nell'enzima dello Pseudomonas stutzeri WM88.